# Hans Pfitzner
Hans Pfitzner   (Moscou, 5 de maig de 1869 - Salzburg, 22 de maig de 1949) va ser un compositor alemany, director d'orquestra i autor d'escrits teòrics i polítics, sovint amb un objectiu decididament antisemita.

## Biografia
Hans Pfitzner era fill del violinista i director d'orquestra Robert Pfitzner (1825–1904), que es va formar al Conservatori de Leipzig, i de Wilhelmine Pfitzner, de soltera Reimer (1841–1924). Els seus pares es van traslladar amb ell a Frankfurt del Main el 1872. Pfitzner va rebre les primeres lliçons de música del seu pare. Va compondre les primeres obres el 1880 a l'edat d'onze anys, i les primeres cançons supervivents van ser escrites el 1884.
De 1886 a 1890, Pfitzner va estudiar composició amb Iwan Knorr i piano amb James Kwast al Conservatori Hoch de Frankfurt. En aquesta època esdevingué membre de la St. Pauli Singers, que pertanyia als German Singers. Va ensenyar teoria i piano al Conservatori de Koblenz des de 1892 fins a 1893. El 1894 va acceptar un lloc com a director no remunerat al teatre de la ciutat de Magúncia. El 1895 s'hi van estrenar les primeres obres importants de Pfitzner, l'òpera Poor Heinrich i la música incidental de Das Fest auf Solhaug d'Henrik Ibsen.
El 1897 Pfitzner es va traslladar a Berlín i es va convertir en professor de composició i direcció al Conservatori Stern. El 1899, Hans Pfitzner i Mimi Kwast, una filla del seu antic professor de piano, es van casar. El matrimoni va tenir quatre fills Paul (1903–1936), Peter (1906–1944) i la filla Agnès (1908–1939). El quart fill Johannes, nascut el 1911, va morir immediatament després de néixer.
L'estrena de la segona òpera de Pfitzner Die Rose vom Liebesgarten va tenir lloc l'any 1901 al Stadttheater am Brausenwerth (avui a Wuppertal). L'òpera es va representar a l'Òpera de la Cort de Viena el 1905 sota la direcció de Gustav Mahler.
El 1903 Pfitzner també esdevingué el primer director del "Berlin Theatre des Westens". De 1907 a 1908 va ser director de l'Orquestra Kaim de Múnic. El 1908 la família es va traslladar a Estrasburg. Pfitzner va dirigir el Conservatori Municipal i els concerts simfònics de la Filharmònica d'Estrasburg. El 1910 també va assumir la direcció musical de l'Òpera d'Estrasburg, on també va treballar com a director. El 1913 va ser nomenat professor.
Durant la Primera Guerra Mundial, Pfitzner es va oferir voluntari per a l'exèrcit el 1915, però va ser ajornat.
El 1917, la "Llegenda musical" Palestrina, que es considera l'obra més important de Pfitzner, es va estrenar al "Prinzregententheater" de Múnic per Bruno Walter. Al centre del complex drama que envolta Giovanni Pierluigi da Palestrina hi ha la tensió que es va traslladar al període renaixentista entre l'autonomia de l'obra d'art i l'artista, d'una banda, i les exigències de la societat, de l'altra.
Després de tornar d'Alsàcia-Lorena a França, Pfitzner es va traslladar a "Unterschondorf am Ammersee" el 1919. El 1919/1920 fou temporalment director de la Filharmònica de Múnic. El 1920 es va convertir en cap d'una classe magistral de composició a l'Acadèmia de les Arts de Prussia. El 1921 va compondre la seva cantata romàntica Von deutscher Seele basada en poemes de Joseph von Eichendorff, i el 1922 el concert per a piano en mi bemoll major.
Després que va haver de sotmetre's a una cirurgia de la vesícula biliar el 1923, Adolf Hitler el va visitar a l'hospital. El mateix any va compondre el Concert per a violí en si menor op.34, que va dedicar a la violinista Alma Moodie, i el 1925 el Quartet de corda en do sostingut menor. El 1926 va morir la seva dona Mimi.
Les celebracions i honors pel seu 60è aniversari l'any 1929 van tornar a portar a Pfitzner un gran reconeixement públic. El mateix any va rebre una plaça de professor a l'Acadèmia Estatal de Música de Múnic i va traslladar la seva residència a Múnic. El 1930 va compondre la fantasia coral Das dunkle Reich, una música de dol basada en poemes de Miquel Àngel, Goethe, Conrad Ferdinand Meyer i Richard Dehmel. El 1930/1931 va escriure la seva darrera òpera, Das Herz. El 1932 va convertir el Quartet de corda en do sostingut menor (1925) en una simfonia. El 1934 es va retirar de l'Acadèmia Estatal de Música, però les seves demandes excessives de pensions van portar a discussions amb el primer ministre prussià Hermann Göring. El 1936 va morir el seu fill Paul. L'any següent, Pfitzner es va enfrontar amb els seus fills Peter i Agnes.
El 1939, les celebracions i honors pel 70è aniversari de Pfitzner van ser molt menys espectaculars que deu anys abans. La seva deprimida filla Agnes, que patia el final de la seva relació amb un oficial de les SS i sentia que fracassava com a metge adjunt, es va llevar la vida amb cianur dues setmanes després de les celebracions. Pfitzner va reaccionar de manera incomprensible. La pèrdua de la seva filla i l'allunyament del seu fill Peter poden haver tingut un impacte significatiu en el caràcter cada cop més desagradable de Pfitzner. El desembre de 1939, Pfitzner va contraure un segon matrimoni amb Mali Stoll, de soltera Soherr (1893–1963). L'any 1942, Pfitzner i la seva dona van escapar de la mort en un bombardeig prop de Nuremberg, tot i que el cotxe llit en què viatjaven va quedar completament destruït. L'any 1943 la seva casa de Múnic va ser colpejada per bombes i es va traslladar a Viena-Rodaun. El 1944 el seu segon fill Peter va ser mort en acció a Rússia. Com a resultat, el compositor va perdre tots els seus fills.
Pfitzner va fugir a Garmisch-Partenkirchen el 1945, on es va allotjar en un asil de refugiats. L'any següent es va traslladar a una residència de jubilats a Munich-Ramersdorf. El 1948, com a part del procés de desnazificació, el tribunal de Múnic el va qualificar de "no afectat per la llei". Es van rebre declaracions d'honor per aquesta investigació, entre d'altres, dels compositors i directors d'orquestra Walter Braunfels, Hans Franke, Hans Knappertsbusch, Hans Rosbaud, Arnold Schönberg i Bruno Walter, així com d'Alma Mahler i Carl Zuckmayer.
L'octubre de 1948, Pfitzner va patir un ictus del qual es va recuperar. El febrer de 1949 va participar en els assajos i en la primera representació de la postguerra de Palestrina a Viena. La Filharmònica de Viena li va oferir un apartament al "Kustodenstöckl" del Belvedere, on Anton Bruckner va passar l'últim any de la seva vida. Pfitzner no era contrari a establir-se a Viena, però això no va passar mai. De camí per celebrar el seu 80è aniversari a la seva ciutat natal de Frankfurt, va patir el seu segon ictus a Salzburg. El dia del seu aniversari, el 5 de maig, va veure una interpretació de la seva simfonia en do major al Mozarteum. Va morir a Salzburg el 22 de maig. Tres dies després va tenir lloc un funeral al Mozarteum. Encara que havia consignat en el seu testament el seu desig de ser enterrat al cementiri de Schondorf al costat de la seva primera esposa Mimi, la Filharmònica de Viena va organitzar el seu enterrament en una tomba honorífica al cementiri central de Viena (grup 14 C, número 16).

## Obra musical i recepció
L'obra de Pfitzner combina elements romàntics i romàntics tardans amb un extens treball temàtic, drama musical atmosfèric i intimitat de música de cambra. Representa una estranya ramificació de la tradició clàssic-romàntica, l'estètica musical conservadora i la generalitat de la qual Pfitzner també va defensar amb vehemència en els seus escrits contra les tendències contemporànies. Les obres de l'inspirador tardà, fins i tot post romàntic, mostren grans qualitats compositives i, amb una certa incomoditat, potser encara s'acosten més a un llenguatge musical modern del que pretenia el seu creador, a jutjar per les seves declaracions estètiques musicals. Arthur Honegger, per exemple, va escriure en el seu assaig de 1955 sobre la Palestrina de Pfitzner, malgrat algunes crítiques a un ambient orquestral massa polifònic i commovedor i a unes proporcions de vegades excessivament llargues:
| « | "Musicalment, l'obra està dissenyada amb una superioritat que exigeix respecte. […] Els leitmotiv estan clarament formats i permeten seguir-los fàcilment […]" | » |

L'obra de Pfitzner va ser molt apreciada per col·legues contemporanis com Gustav Mahler i Richard Strauss. El seu segon quartet de corda de 1902/1903 va ser expressament elogiat per Mahler com una obra mestra. Thomas Mann va retre homenatge a l'òpera en un breu assaig Palestrina, publicat l'octubre de 1917, que després va ampliar i incloure a les seves Reflexions sobre un apolític. Juntament amb altres artistes, va fundar l'Associació Hans Pfitzner per a la Música Alemanya el 1918.
En la dècada posterior a l'estrena de la seva òpera Palestrina el 1917, Pfitzner era considerat el principal representant d'un concepte de música decididament alemany i decididament antimodernista. Paul Bekker, a qui Pfitzner va escriure a la seva obra Die neue Ästhetik der musikalischen Impotenz: Ein Verwesungssymptom? (1920) havia atacat amb contundència, el 1922 va observar un augment significatiu de la reputació artística de Pfitzner i un declivi de l'anterior figura de proa de la música alemanya, Richard Strauss.

A partir de mitjans de la dècada de 1920, l'obra de Pfitzner va caure cada cop més a l'ombra de la de Richard Strauss. La seva òpera Das Herz de 1932 no va tenir gaire èxit. En la vida musical del "Tercer Reich" va romandre una figura marginal que va rebre poca atenció dels mitjans de comunicació i les obres del qual es van interpretar encara menys sovint que a la fase final de la República de Weimar. El biògraf de Pfitzner Walter Abendroth, tanmateix, va escriure amb entusiasme sobre la seva Palestrina el 1935:
| « | "No només es pot afirmar, sinó també provar, que la 'Palestrina' de Pfitzner és un poema en termes de grandesa de sentiment, geni del disseny, bellesa del llenguatge i profunditat, dels Pensaments superen amb escreix qualsevol cosa que s'hagi escrit mai com a 'text d'òpera'." | » |

El director d'orquestra jueu Bruno Walter, que va continuar sent amic de Pfitzner després de 1945, va tornar a interpretar Palestrina a l'exili a Nova York a Amèrica i va escriure el 1947:
| « | "Personalment, considero l'actuació de 'Palestrina', al meu entendre com una de les escenaris musicals més potents. obres del nostre temps, per ser un dels grans esdeveniments de la meva vida." | » |

Hans Heinz Stuckenschmidt considera que l'obra de Pfitzner l'any 1969 es caracteritzava per una ambivalència extrema, caracteritzada inicialment per dissonàncies agudes i contrapunt lineal dur i, per tant, criticada com a modernista, però després seguint una estètica musical més conservadora i rebel·lant-se contra qualsevol conformisme modern. El compositor Wolfgang Rihm explica la baixa popularitat de l'obra de Pfitzner avui el 1981 de la següent manera:
| « | "Pfitzner és massa progressista per ser engolit com Korngold, i és massa conservador per haver tingut una influència audiblement significativa en la música, com Schönberg. A primera vista no trobem l'actualitat trencada en la seva obra, però tampoc trobem l'ahir ininterromput. Trobem les dues coses, és a dir, cap, i això fa que els intents de classificació fracassin." | » |

Una gravació completa de totes les obres orquestrals de Pfitzner està disponible en CD des de 1995 pel director Werner Andreas Albert. Avui en dia, Pfitzner és un compositor poc interpretat. Més recentment, els directors Christian Thielemann i Ingo Metzmacher en particular han intentat reviure la seva música. Thielemann va representar la seva òpera Palestrina diverses vegades. Una vegada va dir sobre Pfitzner:
| « | "Que els compositors siguin el que volen. No ens preocupen els seus escrits, sinó més aviat les notes que van escriure." | » |

 El 3 d'octubre de 2007, Ingo Metzmacher va interpretar la cantata orquestral Von deutscher Seele amb motiu del Dia de la Unitat d'Alemanya. Per endavant, va ser durament criticat per això per Dieter Graumann, l'aleshores vicepresident del Consell Central dels Jueus a Alemanya. A Munic, on es va estrenar l'òpera Palestrina l'any 1917, hi va haver una darrera nova producció l'any 2009 sota la direcció musical de Simone Young, 30 anys després de la penúltima producció a Munic. Metzmacher va dirigir el treball a l'Òpera de Zuric el 2011.
La Societat Hans Pfitzner per exemple, es dedica a mantenir el treball de Hans Pfitzner i publica anuncis anuals.

## Obra escrita i activitats polítiques
Pfitzner va tancar els seus escrits teòrics a les influències contemporànies i va adoptar una postura antimodernista i antisemita.
Fins al 1933

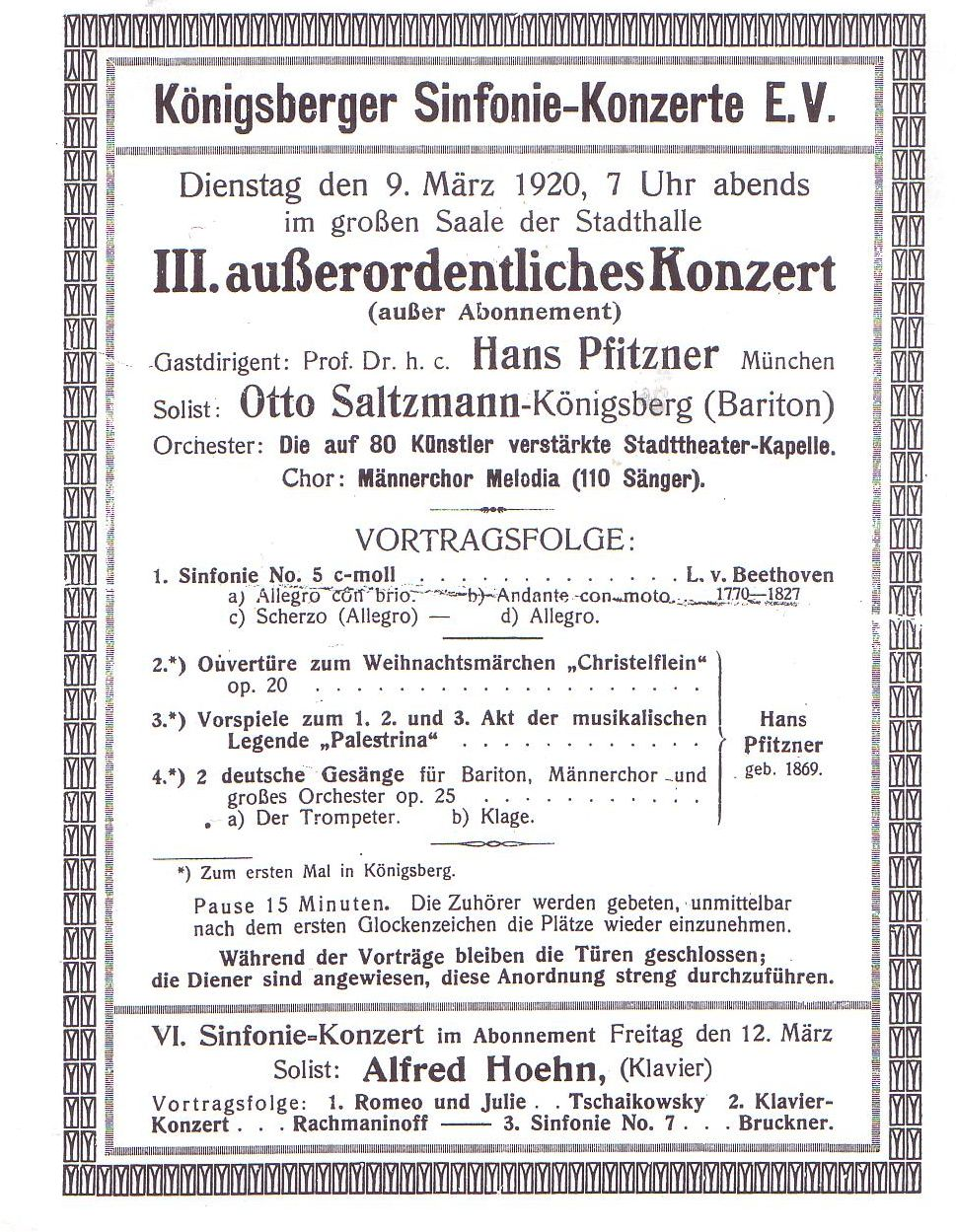
Concert amb obres de Beethoven i Pfitzner a Königsberg (1920), director: Hans Pfitzner

Ja el 1898, Pfitzner escrivia des de Berlín al seu amic Paul Nikolaus Cossmann, un jueu convertit al catolicisme i editor del "Süddeutsche Monathefte":
| « | "Potser aquest és el lloc adequat on puc esmentar que em vaig formar especialment com a anti- Semite aquí a Berlín; Aquí tens el perill i el poder tan a prop davant els teus ulls." | » |

El 1917, el polèmic Perill futurista de Pfitzner va aparèixer al "Süddeutsche Monathefte". Va ser una resposta al que Pfitzner va percebre com a comentaris menyspreables fets pel compositor i escriptor musical Ferruccio Busoni, que més tard va viure a Berlín, sobre Ludwig van Beethoven. Encara que Arnold Schönberg no s'esmenta pel seu nom a Futuristengefahr, és, segons Josef-Horst Lederer, el principal oponent de Pfitzner al costat de Busoni. Birgit Jürgens situa el perill del futurisme al començament de les «conviccions nacionalistes i antisemites de Pfitzner fins al final de la seva vida». Futuristengefahr també va aparèixer per separat el 1917, en una segona edició el 1921 i va ser inclòs per ell en els seus Escrits recopilats el 1926.
Thomas Mann, que va demanar que la gent s'unís a la recentment fundada Associació Hans Pfitzner per a la música alemanya el 1918, va comentar el punt de vista polític de Pfitzner el 1919: "L'artista nacional s'havia polititzat fins a convertir-se en un nacionalista antidemocràtic".
A la dècada de 1920, els escrits de teoria musical de Pfitzner van construir un contrast entre la música alemanya i els seus "descompositors jueus". Pfitzner va ser paral·lel al desenvolupament polític i musical, amb el "poble alemany" dirigit per "criminals jueus russos" (Pfitzner) a la revolució posterior a 1918. Amb una mena de "llegenda musical de punyalada a l'esquena" -segons la musicòloga Annkatrin Dahm- va predir la "fi de l'art alemany":
Pfitzner va intentar negar a New Music qualsevol legitimitat en la tradició musical i va donar raons públiques antisemites per a això. Les seves polèmiques antisemites no es van mantenir abstractes, sinó que també es van dirigir específicament contra les persones. Paul Bekker, que va encunyar el terme "música nova" el 1919 i va ser un crític musical influent per al Berliner Neuesten Nachrichten, el Berliner Allgemeine Zeitung i el Frankfurter Zeitung,Horst Seeger: Musiklexikon Personen A–Z. Deutscher Verlag für Musik, Leipzig 1981, S. 77. va ser el principal oponent nomenat el 1920.

El 1926, Pfitzner va escriure en una entrevista per a la "Süddeutsche Monathefte", de la qual va ser coeditor i l'agitació nacionalista de la qual va incloure la lluita contra el Tractat de Versalles, la propagació de la "mentida de culpa de guerra" i, especialment a l'abril/maig de 1924, la llegenda de la "punyalada a l'esquena":
| « | "... allò que ara es pot anomenar alemany en un bon sentit entre el nostre poble, conservarà fidelment, com abans en la història, el vell heroisme i, fins i tot sense esperança, continuarà lluitar i mantenir-se fidel a si mateix." | » |

Entre 1926 i 1929, es van publicar tres volums dels escrits recopilats de Pfitzner, que, segons Joseph Wulf, contenen una gran quantitat de paraules clau que van ser familiars als posteriors gestors culturals nazis: "destí de l'art nacional", "preservació de la nostra essència", ". sense ànima internacional'", "americanisme anacional", "inundació de jazz", "aliení al poble" o "aliení a la seva essència". Pfitzner va escriure:
| « | "L'antialemany, sigui quina sigui la forma que aparegui, com atonalitat, internacionalisme, americanisme, pacifisme alemany, està destruint la nostra existència, la nostra cultura per totes bandes i amb ella l'europea". | » |

## Període nazi
L'últim número especial del "Süddeutsche Monathefte" va aparèixer sota Cossmann el gener de 1933, i els membres de l'equip editorial van ser detinguts al març. Cossmann va ser empresonat al sanatori de Neuwittelsbach el 5 d'abril i traslladat a Stadelheim a l'estiu. Va ser alliberat el 19 d'abril de 1934. Pfitzner va parlar pel seu amic de molt de temps amb el president del Reich Hindenburg.

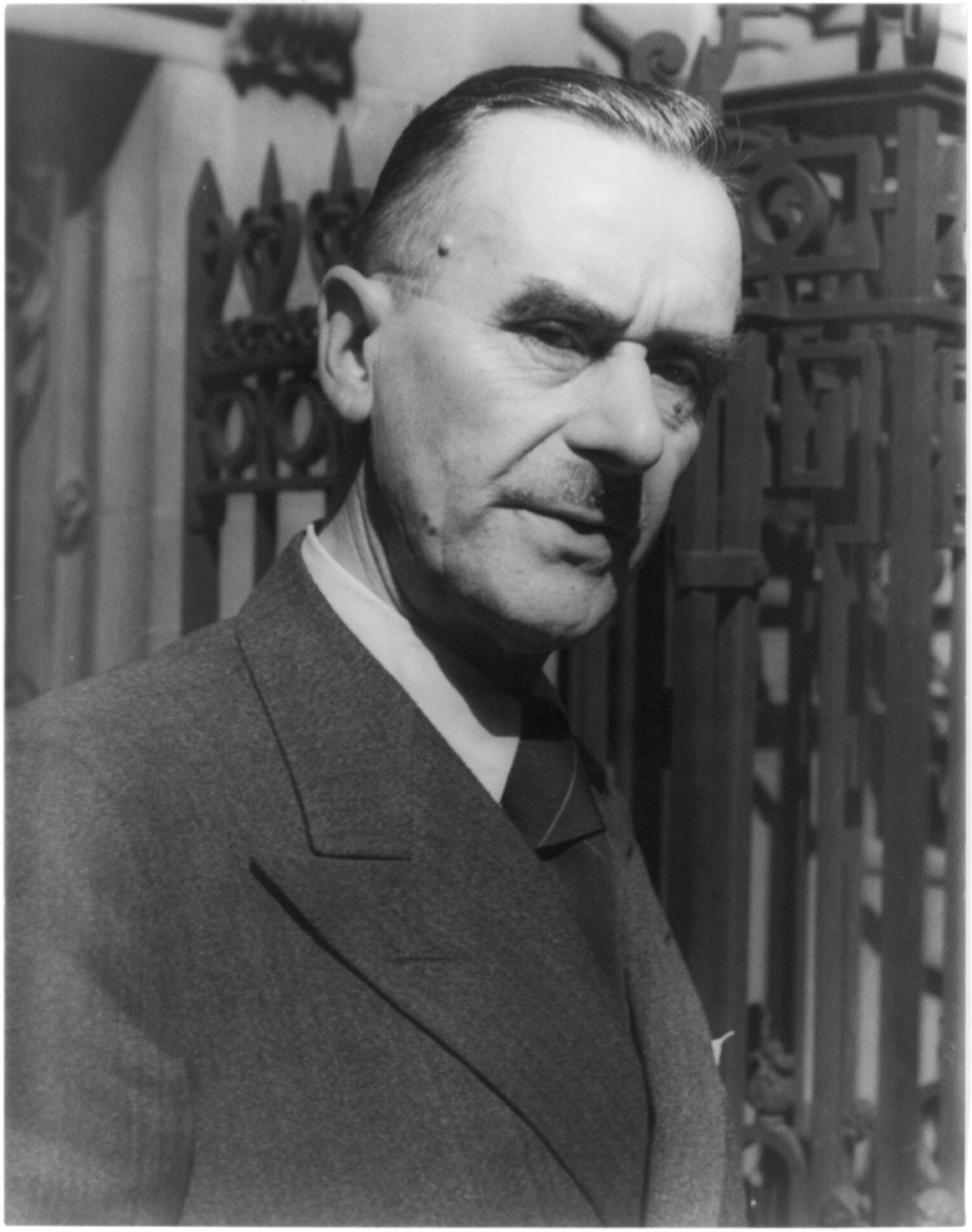
Thomas Mann el 1937

L'abril de 1933, Pfitzner va ser cosignatari de la "Protesta de la ciutat de Richard Wagner de Munic" contra Thomas Mann després de donar la conferència de celebració sobre el patiment i la grandesa de Richard Wagner a l'Associació Richard Wagner a Amsterdam el 13 de febrer de 1933. La mateixa conferència va passar desapercebuda a Munic. La crida contra la "denigració" de Wagner, publicada el 16/17. L'abril de 1933 al "Münchner Neuesten Nachrichten", signat per persones que Mann havia considerat amics fins aquell moment i alguns dels quals es van comunicar amb ell en privat, va ser una de les raons per les quals Mann va romandre a l'exili després de la gira de conferències. Mann va trencar el contacte amistós amb Pfitzner i va escriure sobre Pfitzner el 1947 com
| « | "un vell compositor conegut a Munic, lleialment alemany i amargament malvat". | » |

El maig de 1933, una acció de la Lliga de lluita per a la cultura alemanya d'Alfred Rosenberg va tenir èxit. En el número d'abril de la revista de música que va editar, un "diari de lluita per l'alemany, contra la música nova i internacional", Alfred Heuss va criticar el boicot de Pfitzner a l'Òpera Estatal de Berlín. Al número de maig va informar de l'èxit en un article Suggeriments i desitjos complerts: el "Kampfbund" havia assegurat l'acomiadament del director general de música Otto Klemperer i va organitzar una aparició convidada de Pfitzner a Berlín.
A finals de juliol de 1933, Pfitzner va enviar tres volums dels seus escrits, publicats entre 1926 i 1929, a Hans Hinkel, comissari estatal i llavors cap de l'Organització del Reich de la Lliga de Combat per a la Cultura Alemanya i tercer director gerent del Reich. Cambra de Cultura, i li va fer suggeriments sobre com es podien llegir més fàcilment. Va assenyalar particularment el text Perill futurista que hi conté.
Pfitzner va cancel·lar la direcció al Festival de Salzburg el juliol de 1933 per motius polítics perquè no volia servir "cap causa artística no alemanya". Va participar en les crides de campanya per la política de Hitler a les eleccions austríaques del 19 d'agost de 1934, el 29 de març de 1936 i en el referèndum sobre l'annexió d'Àustria el 10 d'abril de 1938.
El 1934, després de la mort d'Hindenburg, Pfitzner va ser un dels signants de la crida dels treballadors culturals a un "plebiscit" sobre la unificació del president del Reich i la Cancelleria del Reich, que va aparèixer al "Völkischer Observer" el 18 d'agost de 1934.

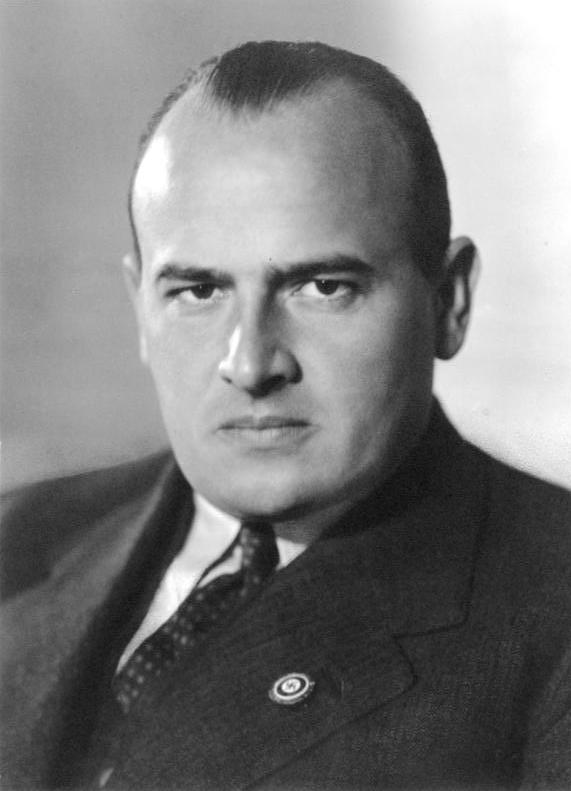
Hans Frank (1939). Pfitzner li va compondre la salutació de Cracòvia

En general, Pfitzner va ser una persona important en la política cultural dels nacionalsocialistes. Va participar en nombrosos actes representatius. Joseph Goebbels el va nomenar membre del Senat Cultural del Reich el 15 de novembre de 1935. El Senat de la Cultura del Reich era un òrgan de prestigi que tenia la intenció de millorar la política cultural del Ministre d'Il·lustració Pública i Propaganda del Reich, Joseph Goebbels, en comparació amb la competència interna del partit d'Alfred Rosenberg. Per a molts nacionalsocialistes, Pfitzner va ser un model a seguir com a compositor. El musicòleg i compositor Friedrich Welter la va classificar com a "nacional en el sentit més noble" a la seva guia de les òperes, escrita amb esperit nacionalsocialista. El 20 de febrer de 1940, la seu regional d'avaluació política del NSDAP (Munic) va fer una valoració de Pfitzner: "Pfitzner té una actitud positiva cap al nacionalsocialisme". Es desconeix la pertinença a organitzacions del partit, però tampoc es descarta.

Després d'una representació de l'òpera de Pfitzner Das Herz a Ulm el 1938, les coses es van quedar una mica tranquil·les per Pfitzner durant un temps. Quan es va queixar d'això davant les autoritats culturals nazis, després de l'inici de la Segona Guerra Mundial va ser convidat pels principals funcionaris nazis com el "més alemany dels compositors alemanys contemporanis" a interpretar les seves obres als territoris ocupats com els Països Baixos, Alsàcia i París. Pfitzner va dirigir les seves pròpies obres als Països Baixos ocupats el 1941, i al París ocupat el 1942 va assistir a una representació de Palestrina. De vegades Hitler va expressar reserves cap al compositor. La nota següent es pot trobar als Arxius Federals de Berlín (arxius de la Cambra de Cultura del Reich):
| « | "El Führer accepta un modest homenatge a Hans Pfitzner en el seu 75è aniversari. Tanmateix, no volem fer massa enrenou amb Pfitzner. En la mesura que es pot dir que les peces de Pfitzner són bones, s'haurien d'interpretar les millors. En aquest context, ha tornat a sorgir la pregunta de si Pfitzner és mig o quart jueu. M'agradaria demanar la vostra opinió sobre això. | » |

El maig de 1944 va rebre una donació de 50.000 marcs de Hitler. L'agost de 1944, Pfitzner no només va ser nomenat a la llista dels dotats de Déu, sinó també a la llista especial elaborada per Hitler amb els tres músics més importants entre els "dotats de Déu", que el va eximir de totes les obligacions bèl·liques.
El 1944, Pfitzner va compondre la Salutació de Cracòvia op.54 com a homenatge al seu amic i mecenes, el governador general del govern general Hans Frank, que més tard va ser condemnat per crims de guerra. La peça orquestral es va estrenar a principis de desembre de 1944 a Cracòvia, a la Polònia ocupada, sota la direcció de Hans Swarowsky (el mateix Pfitzner va dirigir la repetició). No era l'única composició de Pfitzner dedicada a un polític: el 1916 ja havia dedicat Zwei deutsche Gesänge (op. 25; 1915/1916) al gran almirall Alfred von Tirpitz.

## 1945–1949
El juny de 1945, en el seu comentari sobre la Segona Guerra Mundial, Pfitzner va justificar l'antisemitisme de Hitler escrivint:
| « | "Els jueus mundials són un problema i, de fet, un problema racial, però no només un, i es tornarà a tractar, per la qual cosa la gent recordarà a Hitler i el veurà d'una altra manera que ara, quan el fracassat Belshazzar rep el famós cop de cul. Va ser el seu proletaris-me innat el que el va portar a adoptar la posició d'un exterminador que va ser cridat a destruir un determinat tipus d'insecte davant el més difícil de tots els problemes humans. Per tant, no és el "per què" el que se li hauria de culpar, ni el "que ho va fer", sinó només el "com" va abordar la tasca, la mà maldestra que després, al llarg dels esdeveniments, el va portar a la les atrocitats que es van produir i se l'acusava d'haver dirigit." | » |

Jens Malte Fischer va comentar la declaració de Pfitzner el 2002 de la següent manera:
| « | És només després del final de la guerra que un avi vell i amargat esdevé un autèntic nacionalsocialista (mai no va pertànyer al partit) i un còmplice ideològic d'assassinats en massa. En qualsevol cas, aquesta actitud mental, tal com s'expressa en les poques cartes que Pfitzner va intercanviar amb Bruno Walter després de 1945, no es pot descriure necessàriament com un desenvolupament coherent i sense interrupcions de les seves posicions anteriors." | » |

En el mateix text de mitjan 1945, Pfitzner va escriure:
| « | "La història mundial ja ha vist que una raça humana pot ser exterminada de la superfície de la terra, amb l'extermini de la raça índia originalment magnífica […]. Pel que fa a la moral internacional i els costums de guerra, Hitler podria sentir-se "cobert" per aquest únic exemple; El "com" d'aquests actes de violència i mètodes d'opressió és, per descomptat, condemnable en si mateix, sempre que es basi en la veritat i no sigui deliberadament exagerat. Als camps de concentració poden haver passat coses terribles, com sempre succeeixen en aquests períodes de convulsions, com a casos aïllats i per part de brutes subalternes, com succeeixen sempre i arreu, però menys entre els alemanys. Però si els alemanys volguéssim fer un contra càlcul de les atrocitats que es van cometre contra nosaltres [...], la relació entre culpabilitat i acusació de crim i càrrec judicial canviaria enormement i s'invertiria." | » |

Jens Jessen va comentar aquesta cita: "Els amics del compositor s'han d'avisar, però: d'això no s'obtindran arguments per netejar el nom del compositor, fins i tot amb una lectura filològica acurada".
El 1946, Pfitzner va intentar presentar la seva actitud en el "Tercer Reich" com una expressió del seu esforç idealista. L'octubre de 1946, Pfitzner va enviar a Hans Frank, que va ser condemnat a mort pels seus crims als judicis de Nuremberg, un telegrama en el qual va expressar la seva solidaritat agraïda amb ell.
En el procés de desnazificació, Pfitzner va ser qualificat com a principal culpable en el procediment judicial, però va ser absolt com a "no afectat per la llei".

## Classificació al segle XXI
La tesi Hans Pfitzner i el nacionalsocialisme de Sabine Busch, publicada per Metzler el 2001, utilitza una àmplia investigació de fonts per fer transparent l'estira-i-arronsa ideològic que envolta la participació del compositor en el "Tercer Reich". Al Frankfurter Allgemeine Zeitung, la revisora Ellen Kohlhaas va escriure que aquesta primera documentació de l'obra de Pfitzner sota el nacionalsocialisme era molt antiga. Busch no presenta aquí "documents decididament i exclusivament pro-nazis", però té cura de no reinterpretar "la lluita de Pfitzner amb els nazis més importants" com les gestes heroiques d'un oponent al règim. Però l'anàlisi de Busch de tots els documents que s'han posat a disposició fins ara, "incloent-hi una sèrie de materials recentment descoberts o materials publicats sense censura en la seva totalitat per primera vegada", recolzen l'opinió del revisor sobre la coneguda imatge de Pfitzner de l'"anti- xovinista semita". L'estudi conté exemples macabres de la tossuda incorregibilitat de Pfitzner fins i tot després de 1945, així com els intents de Pfitzner d'encobrir els seus contactes amb importants nazis com Hans Frank. No obstant això, també demostra que els mateixos nacionalsocialistes de tant en tant trobaven Pfitzner molest i que amb la seva "música elitista, sovint vella i de mal humor" era "poc adequat per a la propaganda" del règim.
A causa de la proximitat de Pfitzner amb els nazis, ara s'han rebatejat alguns carrers amb el nom de Pfitzner. En algunes ciutats, actualment s'està considerant el canvi de nom, o s'ha decidit però encara no s'ha implementat.
- A Hamburg es va decidir l'any 2009 canviar el nom de Pfitznerstrasse a Friedensallee, com a extensió de l'anterior Friedensallee. L'enquesta als veïns que se suposa que havien de decidir sobre això va donar lloc a una gran majoria a favor d'aquesta solució.[77] La decisió va entrar en vigor el 27 de gener de 2011.[78]
- El canvi de nom va tenir lloc a Hamm (Renània del Nord-Westfàlia)[79] el març de 2012 i a Münster el maig de 2012.[80]
- La ciutat de Viena va decidir la solució de mantenir els noms dels carrers problemàtics, però en casos especialment crítics adjuntar un panell addicional als rètols dels carrers. Una comissió va classificar 170 noms de carrers personals com a problemàtics; Es van utilitzar panells addicionals en 28 casos especialment problemàtics que requereixen una "discussió intensiva". El rètol addicional de Pfitznergasse es va instal·lar el desembre de 2016.[81] El text diu: "Hans Pfitzner (1869–1949) / director d'orquestra, director d'òpera, pianista i compositor alemany amb una llar d'adopció a Viena i Salzburg. El que és problemàtic a la seva biografia és que al llarg de la seva vida va ser un pronunciat antisemita i va trivialitzar els crims nazis."[82]
- A Hannover, el consell assessor va recomanar en el seu informe final, que es va presentar el novembre de 2018, que 17 dels uns 500 carrers examinats es canviessin de nom, inclosa Pfitznerstrasse.[83]
- A Lübeck, els ciutadans van decidir canviar el nom de Hindenburgplatz, Pfitznerstrasse i Lenardweg el gener de 2019. En el futur, els taulers explicatius proporcionaran informació sobre els antecedents del canvi de nom.[84] Un grup de treball format per representants de diferents partits havia classificat prèviament un total de 14 noms de carrers els homònims dels quals tenien referències al nacionalsocialisme, el colonialisme o el militarisme com a "contaminats".[84] La principal raó donada per canviar el nom de Pfitznerstrasse és que Pfitzner va continuar fent comentaris antisemites fins i tot després de 1945. A més, la connexió de Pfitzner amb Lübeck és negativa, ja que Pfitzner va participar en una campanya de signatures contra Thomas Mann,[85] que, juntament amb Willy Brandt, és un dels fills més famosos de la ciutat.
- A Wiesbaden, es van fer esforços per canviar el nom de Pfitznerstrasse el setembre de 2019.[86] El canvi de nom es va decidir el febrer de 2020 amb el vot en contra de l'AfD i la CDU.[87]
- El març de 2018, el comitè cultural de la capital de l'estat Düsseldorf va encarregar als arxius de la ciutat i al lloc commemoratiu la revisió dels noms dels carrers i places de Düsseldorf. La Comissió de Cultura va ser informada dels resultats el gener de 2020. Els carrers proposats per canviar el nom també inclouen Pfitznerstraße al districte de Benrath, que porta aquest nom des de 1950. El nom del carrer està classificat a la categoria A ("molt contaminat / insostenible"). El motiu d'això es resumeix en: "antisemitisme agressiu / posició destacada al Tercer Reich".[88]
- La ciutat de Frankfurt va anunciar el desembre de 2020 que revertiria l'honor del "provat antisemita i negacionista de l'Holocaust'" i canviaria el nom de Hans-Pfitzner-Straße.[89][90][91] La mesura es va dur a terme a l'espai de carrer el gener de 2021. El nou nom Lilo-Günzler-Straße commemora una víctima de la persecució dels jueus.[92]
- A Herzogenaurach, el comitè de construcció va decidir per unanimitat canviar el nom de fitznerstrasse a 'Schönthalstrasse el juny de 2021.[93][94]
- A Munic, Pfitznerstrasse està a la llista de noms de carrers amb més necessitat de discussió.[95]
- El consell municipal de la ciutat de Schriesheim va seguir el model de Viena i va decidir l'any 2022 no canviar el nom de Hans-Pfitzner-Straße, sinó penjar un tauler explicatiu.[96]
- A Linz, el 22 de desembre de 2022, el senat de la ciutat va decidir canviar el nom de quatre carrers de Linz, inclòs Pfitznerstrasse, que va rebre el nom el 1957, al districte de Waldegg, basant-se en l'informe del nom del carrer de Linz.[97] En la justificació, Pfitzner és descrit com un "convençut antisemita i propagandista nazi".[98] Amb la resolució del senat de la ciutat del 2 de març de 2023, Pfitznerstrasse va passar a anomenar-se Nauheimerstrasse.[99]

## Honors
Premis durant la seva vida

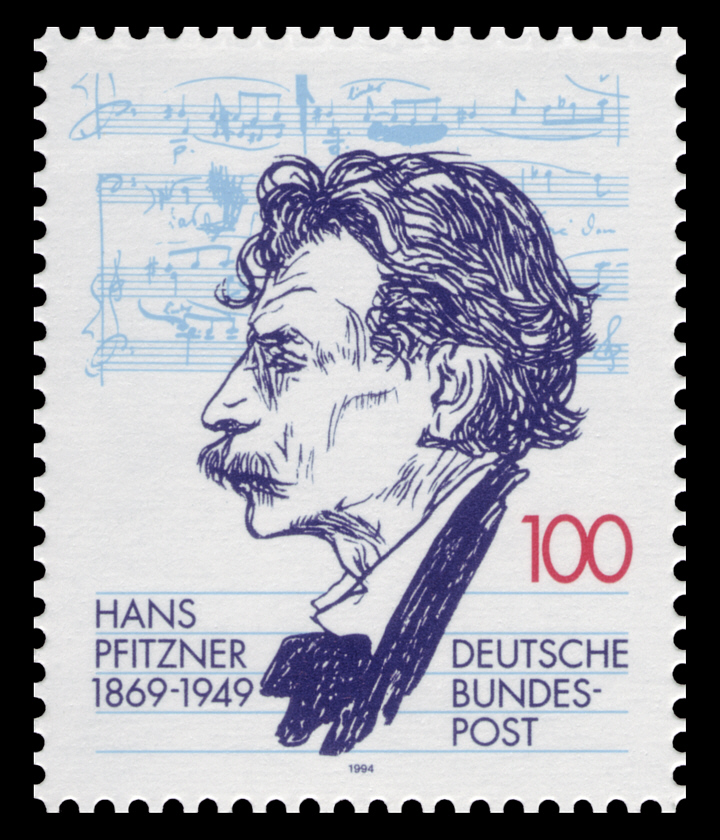
125è aniversari de Hans Pfitzner: segell postal alemany de 1994 basat en un dibuix de retrat d'Emil Orlik

- 1917: membre honorari de la Reial Acadèmia de Música de Sueca
- 1925: Pour le Mérite per a les ciències i les arts
- 1926: Ordre Maximilià de Baviera per a la Ciència i l'Art
- 1930: Moneda d'or honorífica de la capital de l'estat Munic
- 1931: Premi Beethoven de l'Acadèmia de les Arts de Prussia
- 1934: Premi Goethe de la ciutat de Frankfurt
- 1935: Medalla Brahms de la Ciutat Lliure i Hanseàtica d'Hamburg
- 1939: Ciutadà honorari de la ciutat de Frohburg a Saxònia
- 1942: Premi de Música Wartheland
- 1943: Premi Beethoven de la Ciutat de Viena
- 1944: Inclusió a la llista nacionalsocialista Gottbegnadeten i a la "Llista especial" com un dels tres músics més importants
- 1944: Anell d'honor de la ciutat de Viena[100]
- Membre honorari de la Filharmònica de Viena[100]
- Ciutadà honorari de la Universitat Ludwig Maximilian de Munic

## Honors pòstums
- 1994: Segell especial de l'Oficina Federal de Correus alemanya per al 125è aniversari de Pfitzner
- 2000: Placa commemorativa a la casa de Durlacher Straße 25 a Berlín-Wilmersdorf, on Pfitzner va viure entre 1899 i 1907, donada per la Societat Hans Pfitzner

En nombrosos llocs, carrers o camins van rebre el nom de Hans Pfitzner, per exemple Pfitznergasse a Graz (1954) i Vienna-Liesing (1957), Hans-Pfitzner-Straße a Salzburg (1958) i un total d'uns 30 carrers a Alemanya. A causa de la proximitat de Pfitzner amb els nacionalsocialistes, alguns d'aquests carrers han estat rebatejats des del 2010 (vegeu més amunt).

## Estudiants (selecció)
| - Sem Dresden (1881–1957) - Hans Mahner-Mons (1883–1956; Pseudonym: Hans Possendorf) - Albert Bing (1884–1935; Lehrer Kurt Weills) - Ture Rangström (1884–1947) - Otto Klemperer (1885–1973) - Hans Wiltberger (1887–1970) - Heinrich Burkard (1888–1950) - Ilse Fromm-Michaels (1888–1986) - Heinrich Jacoby (1889–1964) | - Heinrich Boell (1890–1947) - Louis Gava (1891–1965) - Eduard von Hebra (1891–1958) - Czesław Marek (1891–1985) - Charles Münch (1891–1968) - Hellmuth Coerper (1892–1915) - Felix Wolfes (1892–1971) - Karl Dammer (1894–1977) - Paul Winter (1894–1970) | - Carl Orff (1895–1982) - Otto Straub (1895–1931) - Friedrich Mehler (1896–1981) - Hermann Ambrosius (1897–1983) - Hansmaria Dombrowski (1897–1977) - Maria Dombrowsky (1897–1986) - Margrit Hügel (1897–1986) - Carl Gerhardt (1900–1945) | - Karl Maria Zwißler (1900–1984) - Lotte Backes (1901–1990) - Robert Rehan (1901–1988) - Lothar Witzke (1903–1998) - Eugen Bodart (1905–1981) - Gerhard Frommel (1906–1984) - Lilo Martin (1908–1986) - Heinrich Sutermeister (1910–1995) |